# Schloss Stammheim (Florstadt)

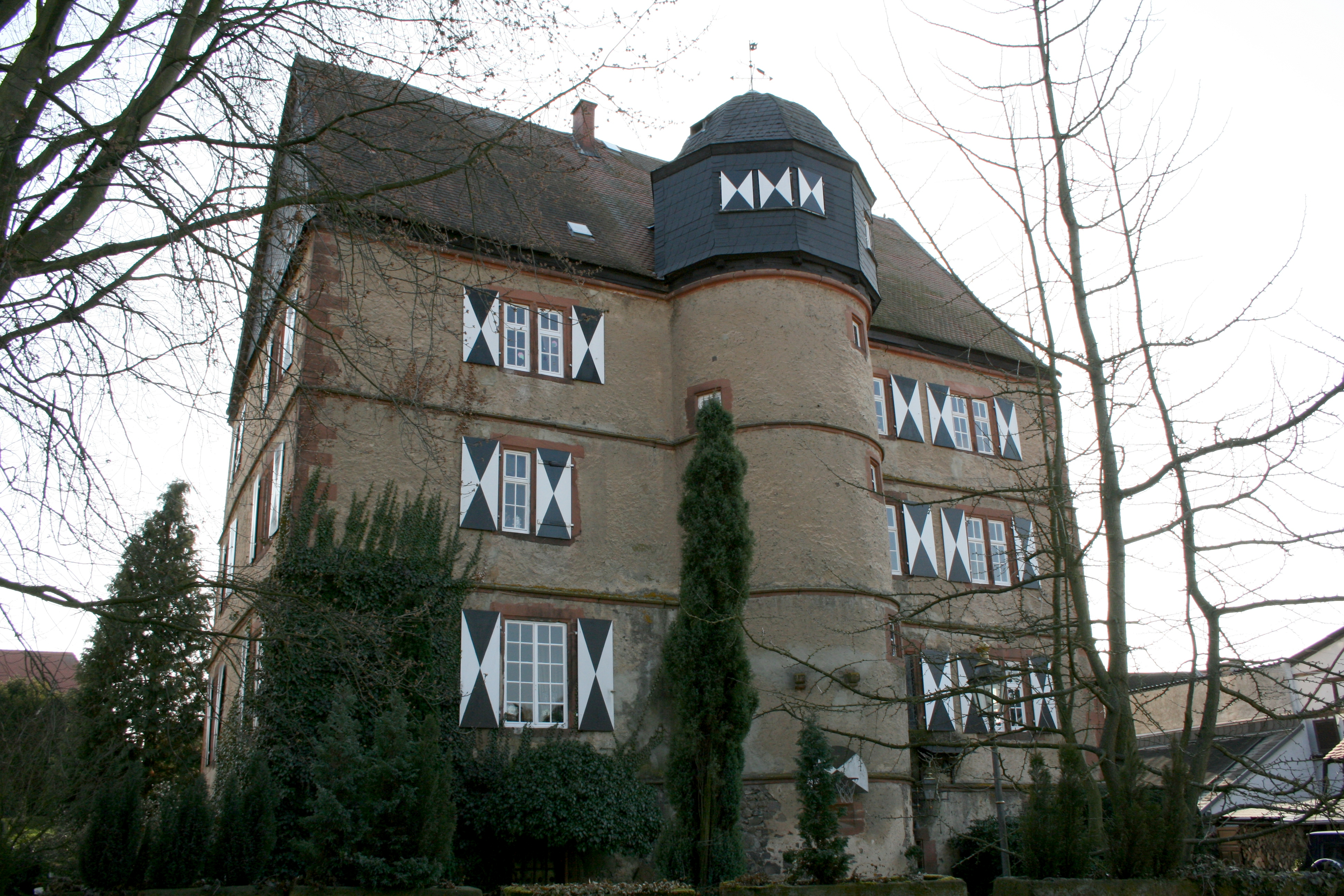
Schloss Stammheim, Ansicht von Nordosten.

Das Schloss Stammheim in Stammheim, einem Stadtteil von Florstadt im Wetteraukreis in Hessen, ist eine frühneuzeitliche Schlossanlage, die vermutlich aus einer früheren Wasserburg hervorgegangen ist.

## Geschichte
Das Schloss befindet sich an der Stelle einer früheren Wasserburg der Herren von Düdelsheim, deren genaues Alter unbekannt ist. Als die Anlage im 15. Jahrhundert erstmals urkundlich greifbar wird, befand sie sich im Besitz der Herren von Rosenbach, einem Adelsgeschlecht, das auch in der benachbarten Burg Lindheim bei Altenstadt unter den dortigen Ganerben belegt ist. Die Herren von Rosenbach bekleideten häufig geistliche Ämter und standen in mainzischen oder würzburgischen Diensten.
Dietrich von Rosenbach begann 1587, anstelle der Burg ein kleines Schloss zu errichten. Die im Portal vermerkte Fertigstellung 1592 erlebte er nicht mehr, da er 1590 starb. Wegen Besitzstreitigkeiten verkauften die Herren von Rosenbach ihren Besitz 1699 an die Herren von Schlitz genannt von Görtz. Nach verschiedenen Besitzwechseln kaufte 1850 die Gemeinde das Schloss und richtete darin Schulräume und einen Ratssaal ein. Später war es von Flüchtlingen bewohnt und verwahrloste. Vor einigen Jahren wurde Schloss Stammheim von einem Privatmann erworben und mustergültig renoviert.

## Anlage
An den stark verebneten Wassergräben lässt sich noch die ältere Wasserburg erkennen. Bei dem Schloss handelt es sich um einen dreigeschossigen Steinbau mit Satteldach. An der Südwestseite befindet sich der als Mittelrisalit hervorspringende Eingang mit Portal. Darüber sind zwei Wappen mit der Überschrift DIEZ ROSENBACH und WALBURGI(S) VON KARSBACH und der Jahresangabe 1592 angebracht. Das Gebäude hat im Stile der Zeit noch einen leicht wehrhaften Charakter: Das Kellergeschoss besitzt Schießscharten und an der Rückseite befindet sich mittig ein runder Treppenturm. Da die Anlage in Privatbesitz und bewohnt ist, kann sie nicht besichtigt werden.